# 8691 Etsuko
A 8691 Etsuko (ideiglenes jelöléssel 1992 UZ1) a Naprendszer kisbolygóövében található aszteroida. Y. Kushida és O. Muramatsu fedezte fel 1992. október 21-én.